# Magerrasen-Perlmuttfalter

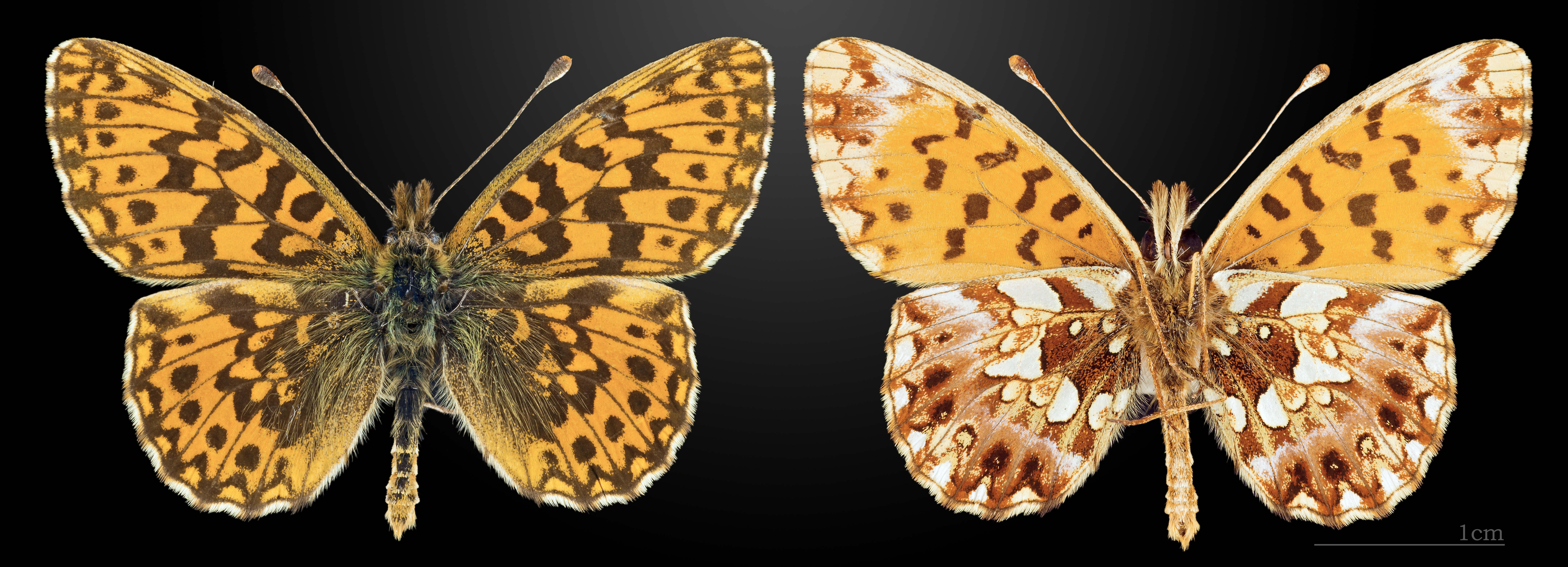
Zwei Ansichten des gleichen Exemplars

Der Magerrasen-Perlmuttfalter oder Hainveilchen-Perlmuttfalter (Boloria dia) ist ein Schmetterling (Tagfalter) aus der Familie der Edelfalter (Nymphalidae).

## Merkmale
Die Falter erreichen eine Flügelspannweite von 32 bis 36 Millimetern und gehören damit zu den kleinsten Perlmuttfaltern in Mitteleuropa. Ihre Flügel sind auch langgestreckter als die der anderen Arten. Die Flügeloberseiten sind gelborange und tragen ein Muster aus schwarzen Flecken. Die Außenkanten beider Flügelpaare sind fein weiß und schwarz gestrichelt. In der Postdiskalregion ist eine schwarze Punktreihe parallel zum Außenrand angeordnet. Die Diskal- und Basalregion hat etwas größere, bis zu den Adern reichende, Flecken. In der dunklen Basalregion ist ein größerer, runder schwarzer Punkt zu finden. Die Adern der gesamten Oberseite sind fein schwarz gefärbt. Die Flügelunterseite ist relativ dunkel aus einer Mischung aus violettbraun und ockergelb gefärbt. Vor allem in der Mitte, aber auch am Ansatz kann man drei größere und einige kleinere Perlmuttflecken und daneben einige ockergelbe Flecken erkennen. In der Postdiskalregion verläuft eine etwas deutlicher violett gefärbte Binde, dahinter kann man analog zu den schwarzen Punkten der Vorderseite mehrere braune, dunkel gekernte Flecken erkennen. Am Außenrand finden sich einige dunkle Bereiche mit vereinzelten weißen Einschlüssen.
Die Raupen werden etwa 20 Millimeter lang und sind denen des Braunfleckigen Perlmuttfalters (Boloria selene) sehr ähnlich. Sie sind schwarzbräunlich gefärbt mit feinen, weißen Punkten und tragen auf jedem Segment eine Reihe von hellbraunen Dornen. Anders als bei der ähnlichen Art ist das vorderste Dornenpaar aber nicht verlängert.

## Vorkommen
Die Tiere kommen in Europa vor, sie fehlen aber in Teilen des Mittelmeergebietes, in Nordeuropa und auf den Britischen Inseln. Östlich erstreckt sich ihr Verbreitungsgebiet über den Kaukasus bis in die Mongolei. Man findet sie in Höhenlagen zwischen 500 und 1550 Metern. Sie leben vor allem auf kalkigem Trockenrasen, manchmal auch auf sandigem Magerrasen, in lichten Wäldern und auf brach liegenden Äckern. Sie sind im Süden Deutschlands noch nicht selten, im Norden kommen sie aber nur vereinzelt vor. Im Allgemeinen kommen sie in nur geringen Individuenzahlen vor.

## Lebensweise

### Flug- und Raupenzeiten
Der Magerrasen-Perlmuttfalter fliegt in zwei Generationen von Ende April bis Mitte Juni und von Mitte Juli bis Mitte August. Die Raupen findet man ab August und nach der Überwinterung bis April und im Juni und Juli. In ungünstigen Jahren oder an kühleren Orten bildet sich nur eine Generation aus, an optimalen Standorten kann sich auch eine dritte Generation im September und Oktober entwickeln.

### Nahrung der Raupen
Die Raupen ernähren sich von Rauem Veilchen (Viola hirta) und anderen Veilchenarten, aber auch von Brombeeren (Rubus fruticosus), Himbeere (Rubus idaeus) und Kleiner Brunelle (Prunella vulgaris).

## Entwicklung
Die Weibchen legen ihre kleinen, hell gefärbten Eier an schattig stehenden Raupenfutterpflanzen ab. Die Raupen sind tagaktiv und überwintern halbwüchsig im dritten Raupenstadium. Die Verpuppung erfolgt in einer braunen Stürzpuppe, die am Rücken Silberflecken trägt. Sie ist der des Feurigen Perlmuttfalters (Argynnis adippe) sehr ähnlich, aber viel kleiner.

## Gefährdung und Schutz
- Rote Liste BRD: 3 (gefährdet).[5]